# Rasbora semilineata
Rasbora semilineata är en fiskart som beskrevs av Weber och De Beaufort, 1916. Rasbora semilineata ingår i släktet Rasbora och familjen karpfiskar. Inga underarter finns listade i Catalogue of Life.